# Gælden - fælden
Gælden - fælden er en dansk dokumentarfilm fra 1966.

## Handling
Filmen, der er optaget hos gårdejer Niels Pedersen, Vejlby, Hørve, viser et landbohjem, hvor dyr løsgæld er blevet en byrde, som truer familiens eksistens og ødelægger stemningen i hjemmet. Der vises eksempler på, hvorledes omprioritering kan lette det økonomiske tryk ved at reducere terminsydelserne til noget nær det halve.